# ジャクリーン・ザイフリーツベルガー
- ジャクリーン・ザイフリーズベルガー

ジャクリーン・ザイフリーツベルガー(Jacqueline Seifriedsberger、1991年1月20日 - ）はオーストリア、オーバーエスターライヒ州Ried im Innkreis出身のスキージャンプ選手である。

## 経歴
ザイフリーツベルガーは1995年からスキージャンプを始め、2003年からナショナルチームに加わった。
2004年7月のスキージャンプ・コンチネンタルカップ（アメリカ合衆国・パークシティ）で国際大会デビュー、初戦8位、2戦目10位となった。
2006年のジュニア世界選手権クラーニ大会で6位、同年3月のコンチネンタルカップ蔵王大会（日本）で初の表彰台となる3位となった。
2007年のジュニア世界選手権タルヴィジオ大会も6位、7月のコンチネンタルカップ（ドイツ、Pöhla）では初優勝した。
2008年のジュニア世界選手権ザコパネ大会で金メダルを獲得、女子ジャンプ競技が初めて正式種目となった2009年世界選手権リベレツ大会では個人12位となった。
2011/12シーズンから始まった女子ワールドカップでは2月12日のリュブノ大会で3位となったのが最高で総合では11位となった。
2012/13シーズンは2月のワールドカップ札幌大会で初優勝をあげるなど好調で世界選手権ヴァル・ディ・フィエンメ大会では個人銅メダル、キアラ・ヘルツル、グレゴア・シュリーレンツァウアー、トーマス・モルゲンシュテルンと組んだ新種目混合団体では銀メダルを獲得、ワールドカップ総合でも4位と躍進した。
2013年夏のトレーニングで膝を故障し、ワールドカップは1試合の出場のみであった。このため、2014年ソチオリンピックへの出場はかなわなかった。
2014/15シーズンはワールドカップに復帰し、総合9位。世界選手権ファールン大会では個人7位、混合団体4位であった。
2015/16シーズンは1月17日のワールドカップ札幌大会で3位に入り2013年3月17日のオスロ大会以来3シーズンぶりに表彰台に立った。総合4位でシーズンを終えた。
2016/17シーズンは2回の3位表彰台などによりワールドカップ総合8位、世界選手権ラハティ大会では個人7位、混合団体2位であった。
2017/18シーズンはワールドカップ総合15位、2018年平昌オリンピックでは個人13位であった。
2018/19シーズンはワールドカップ総合17位、世界選手権ゼーフェルト大会では個人16位、女子団体は2位を獲得した。
2019/20シーズンは新型コロナウイルス感染症拡大のため最終戦となったワールドカップリレハンメル大会で転倒し十字靭帯を断裂、2021年2月にも練習中に半月板を損傷し、世界選手権オーベルストドルフ大会に出場できなかった。

## 主な競技成績

### 冬季オリンピック
- 2018年平昌オリンピック（ 韓国）
  - 女子個人ノーマルヒル 13位

### 世界選手権
- 2009年リベレツ大会（ チェコ）
  - 個人ノーマルヒル 12位
- 2011年オスロ大会（ ノルウェー）
  - 個人ノーマルヒル 31位
- 2013年ヴァル・ディ・フィエンメ大会（ イタリア）
  - 個人ノーマルヒル 3位
  - 混合団体ノーマルヒル 2位[3]
- 2015年ファールン大会（ スウェーデン）
  - 個人ノーマルヒル 7位
  - 混合団体ノーマルヒル 4位[4]
- 2017年ファールン大会（ フィンランド）
  - 個人ノーマルヒル 7位
  - 混合団体ノーマルヒル 2位[5]
- 2019年ゼーフェルト大会（ オーストリア）
  - 個人ノーマルヒル 16位
  - 混合団体ノーマルヒル 2位

### ジュニア世界選手権
- 2006年クラーニ大会（ スロベニア）
  - 女子個人 6位
- 2007年タルヴィジオ大会（ イタリア）
  - 女子個人 6位
- 2008年ザコパネ大会（ ポーランド）
  - 女子個人 優勝
- 2009年シュトルブスケ・プレソ大会（ スロバキア）
  - 女子個人 5位
- 2010年ヒンターツァルテン大会（ ドイツ）
  - 女子個人 6位
- 2011年オテパー大会（ エストニア）
  - 女子個人 4位

### ワールドカップ
- 通算 優勝1回、2位3回、3位10回（2019/20シーズンまで）
- 初出場: 2011年12月3日  ノルウェー・リレハンメル大会 - 13位
- 初表彰台: 2012年2月12日  スロベニア・リュブノ大会 - 3位
- 初勝利: 2013年2月3日  日本・札幌大会

#### 総合成績
| 個人総合成績 | 個人総合成績 | 個人総合成績 | 個人総合成績 | 個人総合成績 | 個人総合成績 | 個人総合成績 |
| シーズン     | 総合         | 優勝         | 準優勝       | 3位          | 備考         |              |
| ------------ | ------------ | ------------ | ------------ | ------------ | ------------ | ------------ |
| 2011/12      | 11位         | 0回          | 0回          | 1回          |              |              |
| 2012/13      | 04位         | 1回          | 3回          | 4回          |              |              |
| 2013/14      | 41位         | 0回          | 0回          | 0回          |              |              |
| 2014/15      | 09位         | 0回          | 0回          | 0回          |              |              |
| 2015/16      | 04位         | 0回          | 0回          | 3回          |              |              |
| 2016/17      | 08位         | 0回          | 0回          | 2回          |              |              |
| 2017/18      | 15位         | 0回          | 0回          | 0回          |              |              |
| 2018/19      | 17位         | 0回          | 0回          | 0回          |              |              |
| 2019/20      | 14位         | 0回          | 0回          | 0回          |              |              |
| 合計         | ----         | 1回          | 3回          | 10回         |              |              |

### コンチネンタルカップ
- 通算 優勝7回、2位8回、3位14回（2014/15シーズンまで）
  - 2007/08 1勝（2007年8月15日ドイツ・ペーラ（ドイツ語版）（サマージャンプ））
  - 2010/11 2勝（2010年8月20日・21日ドイツ・オーバー・ヴィーゼンタール（ドイツ語版）（サマージャンプ））
  - 2011/12 2勝（2011年8月19日ドイツ・オーバー・ヴィーゼンタール、9月10日ノルウェー・トロンハイム（サマージャンプ））
  - 2012/13 2勝（2012年9月9日ノルウェー・リレハンメル（サマージャンプ））
  - 2014/15 1勝（2011年12月12日ノルウェー・ノトデン）